# دیولیفیت
دیولیفیت (به زبان اکسیتان Dieulofé, از ترکیب Dieu lo fe به معنی "خداوند آن را ساخت") یک کمون در بخش دروم در جنوب شرقی فرانسه است.